# District de Nantua
 (mars 2025).
Si vous disposez d'ouvrages ou d'articles de référence ou si vous connaissez des sites web de qualité traitant du thème abordé ici, merci de compléter l'article en donnant les références utiles à sa vérifiabilité et en les liant à la section « Notes et références ».
Le district de Nantua est une ancienne division territoriale du département de l'Ain, de 1790 à 1795. 

## Composition
Il était composé de 9 cantons : Billiat, Brénod, Châtillon-de-Michaille, le Grand-Abergement, Leyssard, Montréal, Nantua, Oyonnax et Sonthonnax.